# Gérard Lanvin
Gérard  Lanvin (21 de junho de 1950) é um ator francês.